# 라이언 데 브리스
라이언 데 브리스(영어: Ryan De Vries, 1991년 9월 14일 ~ )는 뉴질랜드의 축구 선수이다. 포지션은 공격수이다. 현재 오클랜드 시티 FC 소속이다.

## 클럽 경력
라이언 데 브리스는 뉴질랜드의 와이타케레 유나이티드에서 커리어를 시작했다. 이후 2013-14시즌을 앞두고 오클랜드 시티 FC로 이적했다. 2013-14년 OFC 챔피언스리그 결승 2차전에서 0-1로 끌려가던 중 동점골을 기록하며 팀의 OFC 챔피언스리그 우승에 기여했다.
2018시즌을 앞두고 J2리그의 FC 기후에 입단했다. 2018년 3월 11일에 열린 제프 유나이티드 이치하라 지바와의 경기에서 J리그 데뷔전을 치렀다. 라이언은 2018시즌 기후에서 도합 28경기에 출전해 4골을 기록하는 활약을 펼쳤다.
2020년 2월, 리그 오브 아일랜드 프리미어 디비전의 슬라이고 로버스 FC에 입단했다.

## 국가대표 경력
라이언 데 브리스는 2015년에 처음으로 뉴질랜드 축구 국가대표팀에 소집되었다. 이후 2015년 3월에 열린 대한민국 축구 국가대표팀과의 친선경기에서 국가대표팀 데뷔전을 치렀다.

## 수상

### 팀

#### 와이타케레 유나이티드
- 뉴질랜드 축구 선수권 대회 우승: 2009-10, 2010-11, 2011-12, 2012-13
- 차리티컵 우승: 2012

#### 오클랜드 시티 FC
- 뉴질랜드 축구 선수권 대회 우승: 2013-14, 2014-15
- OFC 챔피언스리그 우승: 2013-14, 2014-15, 2016
- FIFA 클럽 월드컵 3위: 2014
- 차리티컵 우승: 2013, 2015, 2016